# Máday Károly
Máday Károly (Késmárk, 1821. május 30. – Dobsina, 1870. szeptember 28.) a Tiszai evangélikus egyházkerület püspöke 1860-tól haláláig.

## Életpályája
Tanult Késmárkon és Eperjesen, ahol 1838-tól 1842-ig jogot is tanult és jártasságot szerzett a francia és angol nyelvben. Három évig nevelő volt Berzeviczy Gergely két fiúunokájánál. 1841-ben külföldi egyetemekre ment Berlinbe, Greifswaldba és Jenába (itt 1846. június 30-tól), megfordult Dániában, Svédországban, Olaszországban és Svájcban is.
1846-ban a miskolci evangélikus algimnázium tanára, 1847-ben ugyanott lelkész, 1848. szeptember 14-én egyszersmind egyházkerületi jegyző lett. Az 1848-49. évi szabadságharcban tevékenyen részt vett. A leveretés után az elfogatás elől a Szepességbe menekült, ahol 1850-ben a bélai egyház lelkésze lett. Az 1859. évi protestáns pátens megjelenése után Máday neve országos hírű lett: a tiszai evangélikus egyházkerület 1859. szeptember 27-én Késmárkon, Zsedényi Ede vezetése alatt tartott gyűlésének ő volt a jegyzője. A pátens ellen először tiltakozó végzést ő fogalmazta, ő nyomatta ki Sárospatakon Pálkövynél. Emiatt Mádayt törvényszék elé idézték, hivatalából felfüggesztették, börtönre ítélték. Miután önként nem jelentkezett a bezáratásra, éjjel csendőrök elfogták és fegyveresen kísérték Kassára (1860. május 7.), ahol Zsedényivel együtt volt fogva május 15-ig. Ezután a magyar protestáns egyház szabadon szervezkedhetett.
A tiszai egyházkerület Mádayt 1860. augusztus 1-jén szuperintendenssé választotta. 1861 tavaszán a miskolci, 1863-ban pedig a dobsinai egyház választotta meg lelkészül. Amikor a miskolci lelkészi állást a dobsinaival cserélte fel, a miskolci egyház Máday-alapítvány létesítésével örökítette meg nevét.

## Emlékezete
- Halála után a kerület rendelt Máday-alapítványt és sírja fölé a dobsinai egyházzal együtt szobrot állított.

## Munkája
- Kiadta: A tiszai ág. hitv. egyházkerület Névtára 1862. Miskolc
- Egyházi beszédei kéziratban maradtak.